# Pandanan
Pandanan est une île située aux Philippines, adjacente à l'île de Palawan dans le groupe de Balabac. Administrativement, elle fait partie du barrio du même nom dans la municipalité de troisième classe de Balabac dans la province philippine de Paragua à Mimaro, Région IV-B des Philippines.

## Géographie
Cette île est située au sud de l'île de La Paragua, au large du cap Buliluyan ; à l'ouest de l'île de Bugsuk, divisée entre les barrios de Nueva Cagayancillo (Bugsuk) et de Sebaring ; à l'est des îlots de Patongon, Cameran ou Canimeran, et Dalahican.
L'île a une superficie d'environ 31 km2, mesure 9 600 m de long dans le sens est-ouest et environ 4 300 m de large. Le cap Buliluyan est situé à 2 900 m au sud de l'Isla de La Paragua. À 700 m à l'est se trouve l'île Bugsuk.

### Côte
Sur la côte nord se trouve la baie de Lookapo, entre le cap Manao à l'ouest et le cap Lamao à l'est ; sur la côte sud se trouve l'île de Manlangule.

### Démographie
Le district de Pandanan comptait 972 habitants en mai 2010. Il comprend les sites de Bacabaca, Capandang, Dalahican, Pandanan, Tagbinuang, Calumbe et Camilet.